# نه‌بالچه‌ای‌ها
نُه‌بالچه‌ای‌ها (نام علمی: Enneapterygius) نام یک سرده از تیره بلنی سه‌باله است.